# Орлов, Григорий Иванович
Григорий Иванович Орлов (1685, Люткино, Бежецкий уезд, Московская (ныне Тверская) губерния — 1 [12] апреля 1746, Москва) — военный и государственный деятель Российской империи, новгородский губернатор, действительный статский советник (1742); отец братьев Орловых, сподвижников императрицы Екатерины II.

## Биография
Родился в 1685 году на территории будущей Тверской губернии, в родовом имении Орловых, с. Люткино Бежецкого уезда; отец — Иван Иванович Орлов носил придворное звание стряпчего, умер в 1693 году.
Рано поступил на военную службу; участвовал в турецком и шведском походах, отличился во многих сражениях. Став лично известным Петру I, получил от него в подарок портрет для ношения на золотой цепи. В 1722 году был уже полковником Ингерманландского пехотного полка. Исполнял различные административные поручения; 27 декабря 1735 (7 января 1736 года) был командирован в Вятскую провинцию для производства следствия по делу воеводы Чернявского, обвинявшегося во взятках и других противозакониях.
Уволен от военной службы 9 (20) августа 1738 года с производством в генерал-майоры.
17 (28) февраля 1742 года в чине действительного статского советника был назначен новгородским губернатором.
Умер 1 (12) апреля 1746 года, похоронен в Москве, в церкви великомученика Георгия Победоносца, что на Всполье (церковь снесена в 1932 году, могила утрачена).

### Семья
Первая жена — Анна, вдова, её первый муж Иван Мясоедов, 8 мая 1717 года Григорию Ивановичу Орлову дано её прожиточное поместье, доставшееся после первого её мужа в Белёвском уезде в селе Погорелом.
Вторая жена — Лукерья Ивановна Зиновьева. Дети:
- Иван (1733—1791)
- Григорий (1734—1783)
- Алексей (1737—1808)
- Фёдор (1741—1796)
- Михаил (р. 1742, умер во младенчестве)
- Владимир (1743—1831)